# Tyler Shough
Tyler Shough (Chandler, 28 settembre 1999) è un giocatore di football americano statunitense che milita nel ruolo di quarterback per i New Orleans Saints della National Football League (NFL).

## Carriera universitaria
Shough disputò tre partite nella sua prima stagione a Oregon nel 2018, giocando 18 snap.
Nel 2019 Shough fu la riserva di Justin Herbert, chiudendo la stagione con 144 yard passate e 3 touchdown in otto gare da subentrato.
Prima dell’inizio della stagione 2020, con Herbert passato tra i professionisti, il capo-allenatore Mario Cristobal indicò che Shough sarebbe stato il quarterback titolare. In una stagione accorciata per la pandemia di COVID-19, Oregon e gli altri membri della Pac-12 iniziarono a giocare nel mese di novembre. Shough vinse la prima gara come titolare contro Stanford 35–14. Shough disputò tutte le gare come titolare, inclusa la finale della Pac-12 vinta contro USC.
Le prestazioni di Shough furono messe in discussione quando i nettamente favoriti Ducks persero due gare consecutive contro Oregon State e California. A causa di tali sconfitte, Oregon non si sarebbe qualificata per la finale della Pac-12 se Washington State non avesse cancellato la gara contro Oregon a causa delle restrizioni per il COVID-19, in una gara che avrebbe deciso il vincitore della division. Anche se Shough partì come titolare nella finale della Pac-12 contro USC, il nuovo arrivo dal Boston College Anthony Brown iniziò a giocare le serie offensive.
Oregon fu selezionata per giocare il Fiesta Bowl, tenutosi a Glendale, Arizona, nell’area metropolitana di Phoenix dove era cresciuto. L’avversario fu Iowa State, guidata dal quarterback Brock Purdy di Gilbert, Arizona. Oregon perse la partita ma un drive da 98 yard concluso in touchdown orchestrato da Brown portò incertezza nel ruolo di quarterback. Il 12 febbraio 2021 Shough annunciò che avrebbe cambiato istituto, con altri tre anni di eleggibilità nel college football.

### Texas Tech
Il 22 febbraio 2021 Shough annunciò che si sarebbe trasferito a Texas Tech. Lì compete per il ruolo di titolare con Henry Colombi, Maverick McIvor, Donovan Smith e Behren Morton. Nella partita primaverile completò 8 passaggi su 15 per 106 yard. Il 24 agosto il capo-allenatore Matt Wells annunciò che Shough sarebbe partito come titolare nella prima gara della stagione contro Houston. In quella partita complete 17 passaggi su 24 per 231 yard, un touchdown passato e uno segnato su corsa nella vittoria per 38–21. Nel quarto turno contro Texas si ruppe una vertebra.
Prima della stagione 2022, Shough compete per il ruolo da titolare con Donovan Smith. Il 21 agosto fu nominato titolare per la gara del primo turno contro Murray State. In quella partità fu costretto a uscire già nel primo quarto a causa di un infortunio, non facendo più ritorno in campo. Successivamente fu annunciato un infortunio alla spalla destra che lo avrebbe tenuto fuori per almeno due settimane. Nell’ultima gara della stagione regolare contro Oklahoma, Shough passò un record in carriera di 436 yard nella vittoria per 51–48 ai tempi supplementari. Nel Texas Bowl contro Ole Miss passò 242 passing yard e un touchdown e un record in carriera di 111 yard corse e 2 touchdown su corsa nella vittoria per 42–25, venendo premiato come miglior giocatore dell’incontro.
Nel quarto turno della stagione 2023 contro West Virginia, Shough si infortunò a una caviglia, uscendo in barella. In seguito fu diagnosticata una rottura del perone che richiese un intervento chirurgico. Il 20 novembre 2023 annunciò che avrebbe cambiato nuovamente istituto.

### Louisville
Il 5 dicembre 2023 Shough annunciò che avrebbe giocato per Louisville. Nella stagione 2024 guidò i Cardinals a un record di 8–4, 5–3 nella ACC. Tra le sue prestazioni degne di nota vi furono una gara da 342 yard e 4 touchdown nella sconfitta 52–contro Miami in casa e il ruolo determinante avuto nella vittoria a sorpresa per 33–21 su Clemson in trasferta. Chiuse l’annata al 14º posto nella FBS in yard totali (3.195) e 22º in passaggi da touchdown (23).
L'11 dicembre 2024 Shough annunciò che non sarebbe sceso in campo nel Sun Bowl contro Washington per prepararsi per il Draft NFL. Il 17 dicembre 2024 Shough fu annunciato come uno dei tre vincitori del premio di Comeback Player of the Year assegnato da College Sports Communicators (CSC).

## Carriera professionistica

### New Orleans Saints
Shough fu scelto nel corso del secondo giro (40º assoluto) del Draft NFL 2025 dai the New Orleans Saints.